# Wang Ping
Wang Ping (chinesisch 王萍; * 28. Juli 1990) ist eine ehemalige chinesische Leichtathletin, die sich auf den Speerwurf spezialisiert hat.

## Sportliche Laufbahn
Erste internationale Erfahrungen sammelte Wang Ping im Jahr 2011, als sie bei den Asienmeisterschaften in Kōbe mit 55,80 m die Silbermedaille hinter ihrer Landsfrau Liu Chunhua gewann. 2014 beendete sie dann in Peking ihre aktive sportliche Karriere im Alter von 24 Jahren.